# Temesvár ostroma (1552)
Temesvár ostroma 1552. június 24. - július 27. között zajlott az oszmán és a magyar seregek között. A vár végül július 27-én elesett, így Temesvár 164 évre török fennhatóság alá került.

## Előzmények
Az 1526–1538 között zajló magyarországi belháború során Magyarország két részre szakadt. Az ország nyugati felét I. Ferdinánd uralta, míg a keleti fele Szapolyai János uralma alatt maradt. Szapolyai 1540-ben bekövetkezett halála után, Ferdinánd mindent megtett az ország – saját uralma alatt való – egyesítésére. 1541-ben ostrom alá vette Budát, de nem járt sikerrel, a csecsemőkorú János Zsigmond segítségére siető I. Szulejmán oszmán szultán megverte a német sereget, majd megszállta várost, ezzel Buda majdnem 150 évre török uralom alá került.
A szultán rendeletére János Zsigmond udvarával együtt Gyulafehérvárra tette székhelyét és uralma alatt egy részben független, de oszmán „védnökség” alatt levő állam jött létre, az Erdélyi Fejedelemség. Ferdinánd király azonban Fráter György segítségével 1550-ben megszállta Erdélyt, emiatt a feldühödött Szulejmán szultán azonnal támadást indított a Magyar Királyság ellen.
Az oszmánok két irányban törtek előre. Az egyik sereg Hadim Ali vezetésével a dél- és közép-magyarországi várak elfoglalását kezdte meg, míg a másik sereg Kara Ahmed pasa, másodvezír parancsnoksága alatt a bánsági várak meghódítását tűzte ki célul.

## Az ostrom
Temesvárt az oszmán sereg már 1551-ben ostromolta, sikertelenül. A várparancsnok Losonci István katonái sorra visszavertek minden rohamot, így a törökök tíz nap után feladták és elvonultak.
1552 nyarán Ahmed pasa újra Temesvár ellen indult. Ezúttal a Szokoli Musztafa ruméliai beglerbég parancsnoksága alatt harcoló csapatokat is maga mellé vette, így serege a régebbi források szerint 50 ezer embert számlált (a legkorábbiak 100-200 ezres hadról írtak, ami nagyobb túlzás). A mai történetírók inkább 30 ezresre becsülik meg a hadat. Velük szemben állt 1900 várvédő, közülük 700 zsoldos katona.
A török sereg június 24-én érkezett a falak alá, és június 27-én kezdte lőni a várat. A megrongált falak ellen először július 3-án, majd július 6-án indítottak rohamot, de ezeket a védők visszaverték. Időközben Losonci felesége, Pekry Anna megbízásából Tóth Mihály szegedi bíró hajdúkból sereget toborzott, hogy erősítést vigyen a várba, de seregét a törökök július 23-án a szentandrási csatában megverték. Ezzel Losonci sorsa is megpecsételődött.
A török sereg július 20-tól a város és a vár összeköttetését biztosító vízitorony elfoglalására összpontosított. A július 24-i rohamot a védők visszaverték, de a 25-én a támadók sikerrel jártak, és a védők beszorultak a várba. Emiatt Losonci – zsoldosainak nyomására – tárgyalni kezdett Ahmed pasával, és megegyeztek, hogy a védők fegyveresen, minden vagyonukkal szabadon elvonulhatnak, a törökök nem rabolják ki a várost, a maradni akaró lakosokat pedig megtartják jogaikban.
A törökök azonban tőrbe csalták a védőket: alighogy elhagyták a várost, rájuk rontottak, és lekaszabolták őket. A sebesült Losoncit a pasa lefejeztette, fejbőrét lenyúzatta, szalmával megtöltette és elküldte a szultánnak, koponyáját pedig Temesvár előtt egy karóra szúratta.

## Következmények
Miután Temesvár török kézre került, Szulejmán szultán létrehozta a Temesvári vilajetet, melyhez a csanádi, gyulai, lippai és borosjenői szandzsákok tartoztak. Temesvár még az 1699-ben megkötött karlócai békét követően is az oszmánok kezén maradt, csak az 1716–18-as Habsburg–török háborúban sikerült visszafoglalnia a császári hadseregnek.